# Dan Abnett
Dan Abnett (ur. 12 października 1965) – brytyjski autor komiksów i powieści. 
Pracował dla Marvel Comics. Pisze opowiadania w świecie Warhammer i Warhammer 40.000 dla Games Workshop, które do maja 2008 sprzedały się w nakładzie 1.150.000 egzemplarzy.

## Książki osadzone w świecie Warhammera
- "Gilead's blood", współautor: Nik Vincent (2000), polskie wydanie: Krew Gileada (2004)
- "Riders of the Dead" (2003) polskie wydanie: Rota (2005)
- "Hammers of Ulric", współautorzy: Nik Vincent i James Wallis (2001), polskie wydanie: Wojownicy Ulryka (2005)
- "Fell Cargo" (2006)
- seria Tales of Malus Darkblade
  - "The Chronicles of Malus Darkblade"
    - "The Daemon's Curse" (2005)
    - "Bloodstorm" (2005)
    - "Reaper of Souls" (2006)

  - "Warpsword" (2007)
  - "Lord of Ruin" (2007)

## Książki osadzone w świecie Warhammera 40.000
- seria Duchy Gaunta
  - The Founding
    - "First And Only" (1999) polskie wydanie: Pierwszy i jedyny z Tanith (2002)
    - "Ghostmaker" (2000) polskie wydanie: Komisarz Gaunt (2004)
    - "Necropolis" (2000) polskie wydanie: Nekropolia (2006)

  - The Saint
    - "Honour Guard" (2001) polskie wydanie: Gwardia Honorowa (2008)
    - "The Guns of Tanith" (2002) polskie wydanie: Karabiny Tanith (2009)
    - "Straight Silver" (2002) polskie wydanie: Czyste srebro (2016)
    - "Sabbat Martyr" (2003) polskie wydanie: Męczeństwo Sabbat (2016)

  - The Lost
    - "Traitor General" (2004)
    - "His Last Command" (2005)
    - "The Armour of Contempt" (2006)
    - "Only In Death" (2008)

  - The Victory
    - "Blood Pact" (2009)

  - Sabbat Worlds Crusade
    - "Double Eagle" (2004)
    - "The Sabbat Worlds Crusade" (2005)
    - "Titanicus" (2008)
- seria Eisenhorn
  - "Xenos" (2001) polskie wydanie: Xenos (2006)
  - "Malleus" (2001) polskie wydanie: Malleus (2007)
  - "Hereticus" (2002) polskie wydanie: Hereticus (2009)
- seria Herezja Horusa
  - "Horus Rising" (2006) polskie wydanie: Czas Horusa (2012)
  - "Legion" (2008)
  - "Prospero Burns" (wydanie planowane na 2010)
- "Brothers of the Snake" (2007)